# سوزان استرایکر
سوزان استرایکر (انگلیسی: Susan Stryker؛ ) یک تاریخ‌نگار، و کارگردان اهل ایالات متحده آمریکا است.او یک زن ترنس است.
وی همچنین برنده جوایزی همچون جایزه امی شده است.